# Cereus fernambucensis
Cereus fernambucensis es una especie de planta suculenta perteneciente al género Cereus, dentro de la familia Cactaceae. Es endémica del noreste y este de Brasil.

## Descripción

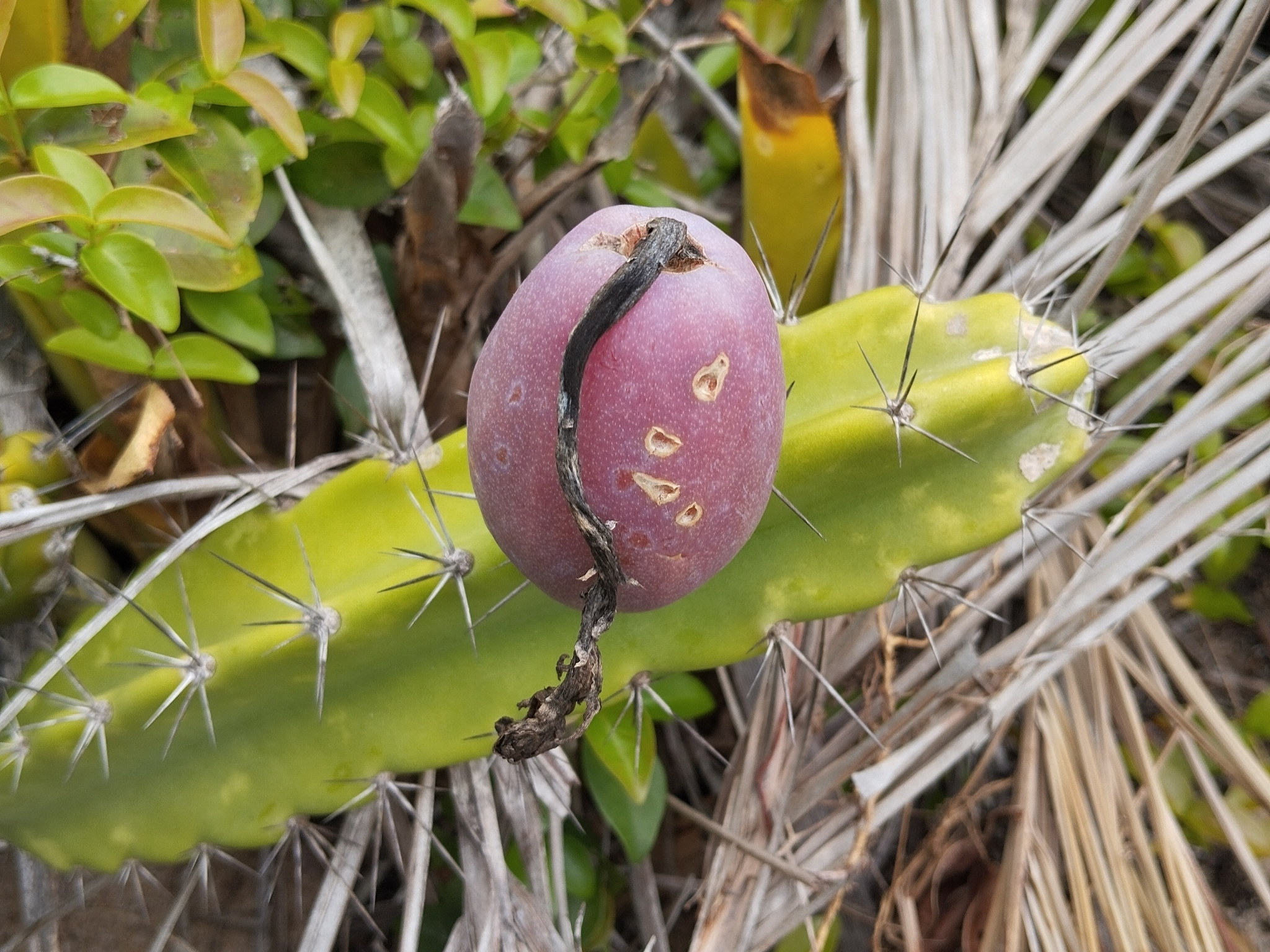
Detalle del fruto

Cereus fernambucensis es una especie de cactus arbustivo, está muy ramificado y forma densos macizos de hasta 5 m de diámetro. Los tallos son cilíndricos y segmentados. Son de color verde pálido, aunque a menudo parecen casi blancos y miden de 6 a 10 cm de diámetro. 
Presenta de 3 a 5 costillas gruesas, con bordes afilados y ligeramente onduladas. Sobre ellas se asientan grandes areolas que inicialmente son de color marrón y luego se vuelven blanquecinas. En ellas se distinguen de 4 a 10 espinas en forma de aguja. Son de color marrón amarillento a amarillo brillante y miden hasta 5 cm de largo.
Las flores son blancas y miden hasta 20 cm de largo. Los frutos son estrechamente alargados y miden de 6 a 7 cm de largo. Son de color rojo púrpura y contienen una pulpa de color blanco.

## Distribución y hábitat
El área de distribución nativa de esta especie es a lo largo de la costa del noreste y este de Brasil y crece principalmente en el bioma tropical estacionalmente seco.

## Taxonomía
Cereus fernambucensis fue descrita por el botánico francés Charles Lemaire y publicada por primera vez en el libro Cactearum Genera Nova Speciesque Novae 58 en 1839.
Etimología
- Cereus: nombre genérico que deriva del término latíno cereus (que se traduce como 'vela' o 'cirio'), haciendo alusión a su forma alargada perfectamente recta.[7]
- fernambucensis: epíteto geográfico que alude a su localización en el estado brasileño de Pernambuco, aunque presenta un error ortográfico.[8]

### Subespecies
Actualmente se distinguen dos subespecies:
| Imagen | Subespecie                                                           | Descripción | Distribución                       |
| ------ | -------------------------------------------------------------------- | --- | ---------------------------------- |
|        | Cereus fernambucensis subsp. fernambucensis                          | Esta subespecie suele presentar tallos más altos y delgados, con espinas más cortas y menos densas. Las flores suelen ser más grandes.             | Noreste y este de Brasil           |
|        | Cereus fernambucensis subsp. sericifer (F.Ritter) N.P.Taylor & Zappi | Esta subespecie generalmente tiene un crecimiento más compacto y puede tener espinas más largas y densas. Las flores son típicamente más pequeñas. | Sudeste de Brasil (Río de Janeiro) |

Sinonimia
- Sinónimos de Cereus fernambucensis subsp. fernambucensis:
  - Cactus pentagonus Vell. (1829)
  - Cactus pitajaya Jacq. (1760)
  - Cactus undulosus Kostel. (1835)
  - Cereus affinis Pfeiff. (1837)
  - Cereus brandii Salm-Dyck (1845)
  - Cereus caesius Salm-Dyck ex Pfeiff. (1837)
  - Cereus caesius J.Forbes (1837)
  - Cereus cognatus Pfeiff. (1837)
  - Cereus glaucus Pfeiff. (1837)
  - Cereus glaucus var. speciosus Pfeiff. (1837)
  - Cereus hexangularis Pfeiff. (1837)
  - Cereus laetevirens Salm-Dyck (1834)
  - Cereus laetevirens var. caesius C.F.Först. (1846)
  - Cereus laetus Salm-Dyck (1834)
  - Cereus neotetragonus Backeb. (1960)
  - Cereus obtusus Haw.  (1821)
  - Cereus prismatiformis Pfeiff. (1837)
  - Cereus pseudocaesius Werderm. (1936)
  - Cereus quadrangularis Haw. (1812)
  - Cereus salm-dyckianus Salm-Dyck (1841)
  - Cereus trigonus Pfeiff.  (1837)
  - Cereus variabilis Pfeiff. (1837)
  - Cereus variabilis var. glaucescens Salm-Dyck ex Walp.  (1843)
  - Cereus variabilis var. laetevirens Salm-Dyck ex Walp.  (1843)
  - Cereus variabilis var. micracanthus Salm-Dyck ex Walp.  (1843)
  - Cereus variabilis var. obtusus Walp. (1843)
  - Cereus variabilis var. salm-dyckianus Walp. (1843)
  - Piptanthocereus obtusus (Haw.) F.Ritter (1979)

- Sinónimos de Cereus fernambucensis subsp. sericifer:
  - Cereus sericifer (F.Ritter) P.J.Braun (1988)
  - Piptanthocereus sericifer F.Ritter (1979)

## Estado de conservación
En la Lista Roja de Especies Amenazadas de la UICN, la especie está clasificada como de “Preocupación Menor (LC)”.

## Usos
Se cultiva principalmente como planta ornamental y su propagación se realiza a través de esquejes o semillas.

## Galería

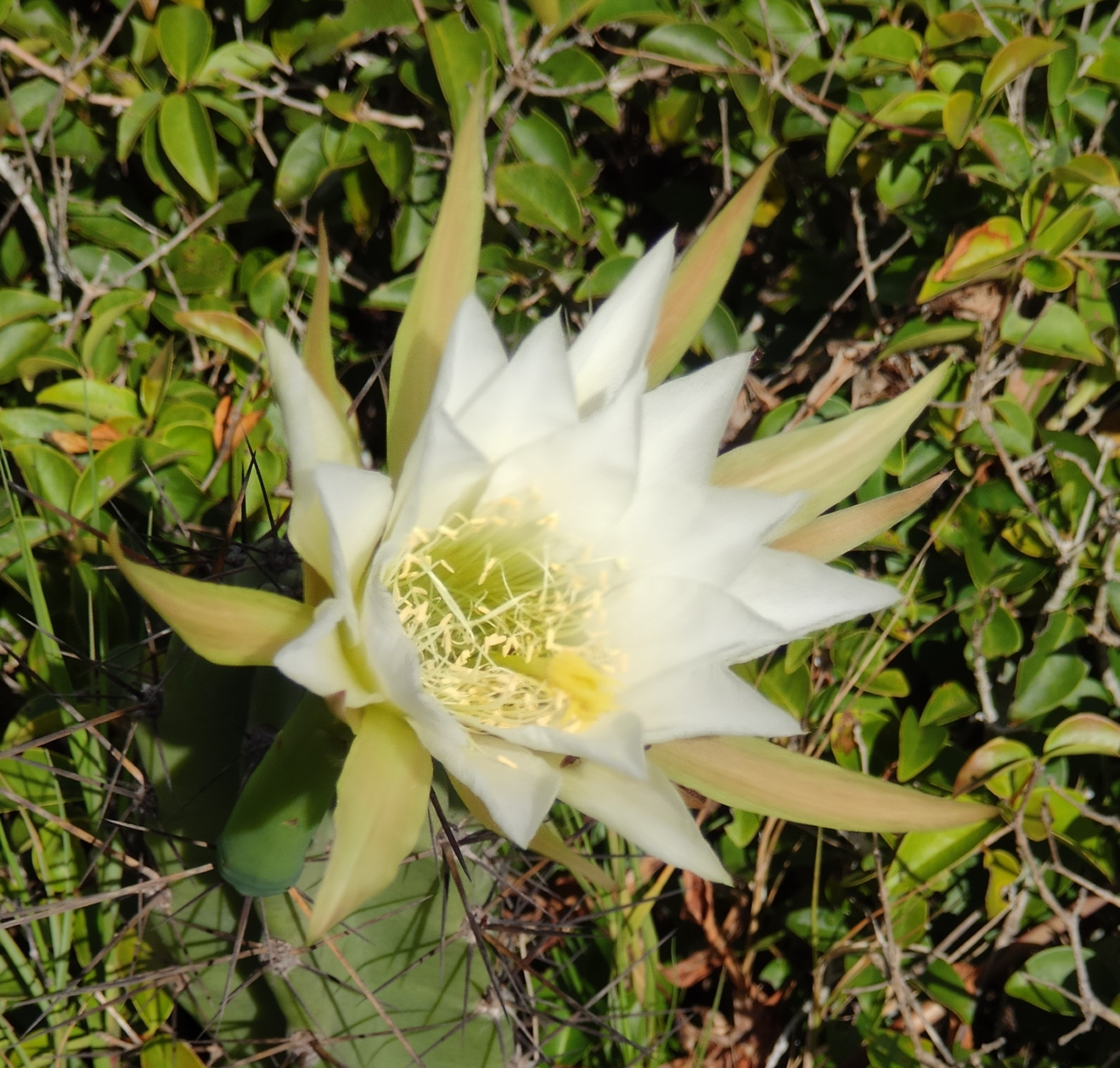
Detalle de la flor
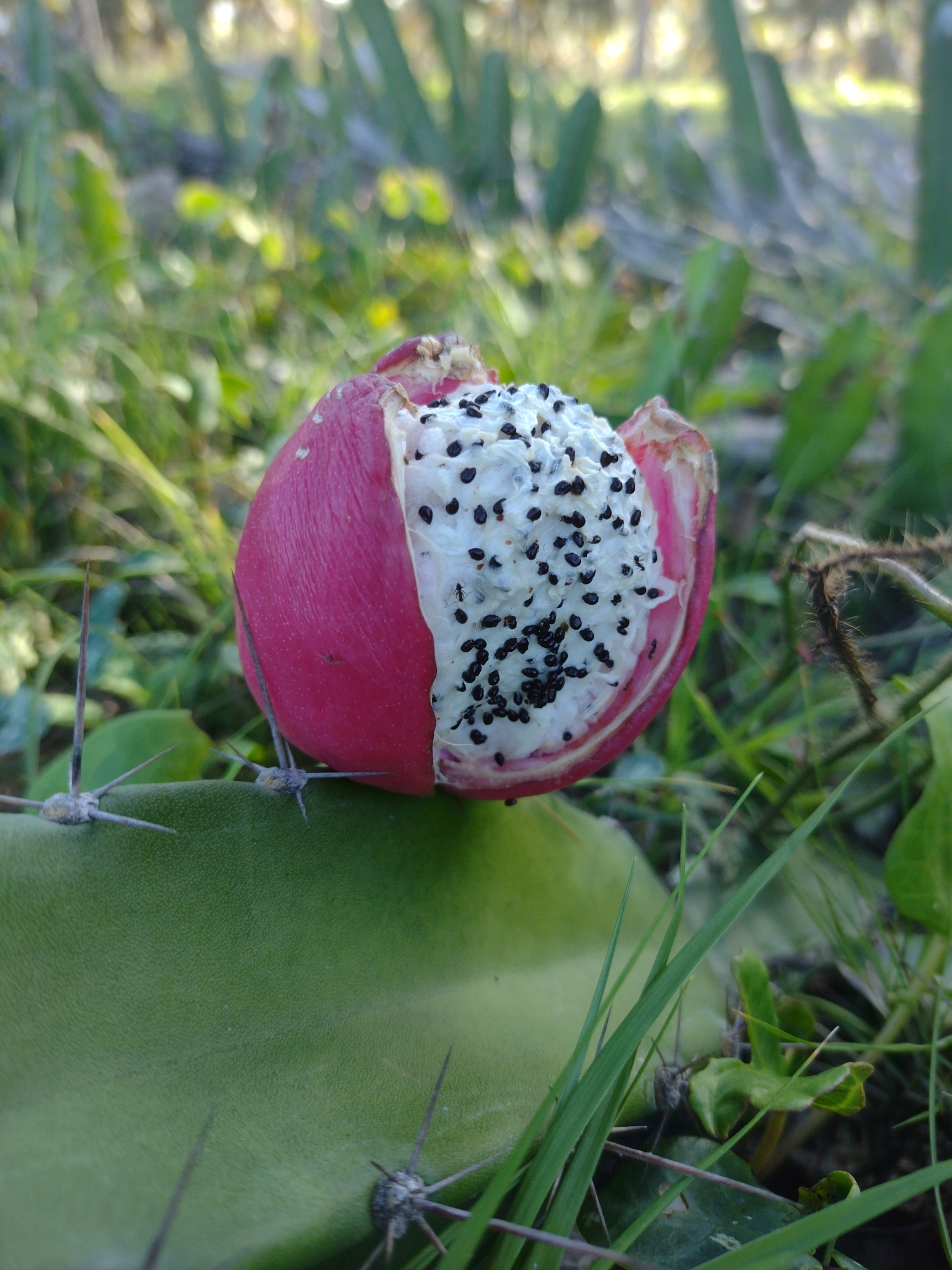
Detalle del interior del fruto
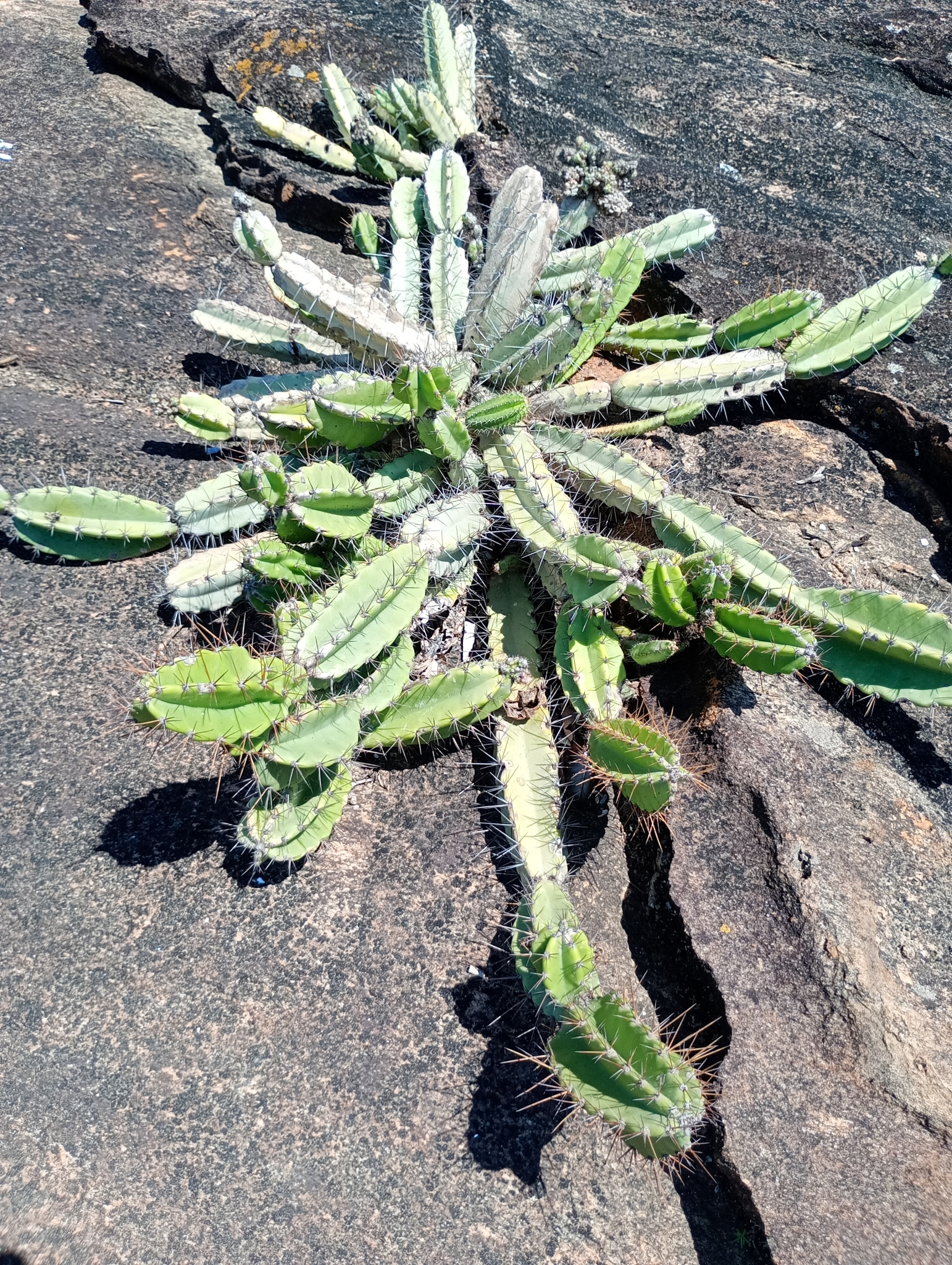
Planta en su hábitat
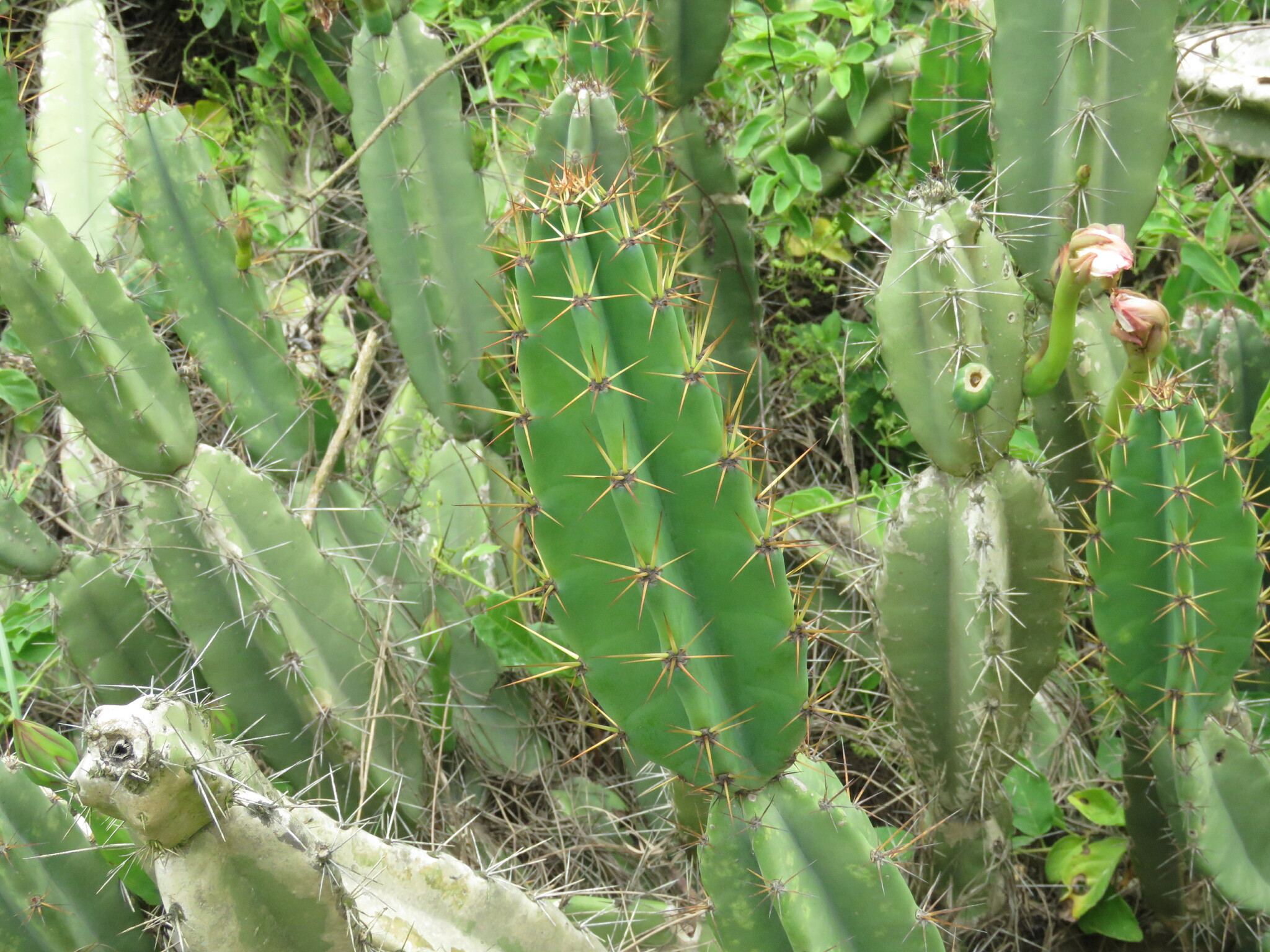
Detalle del tallo
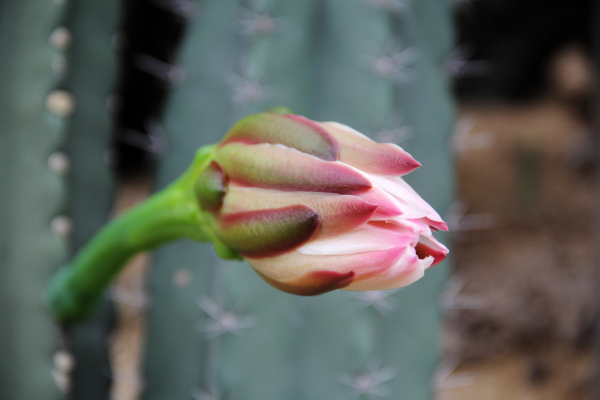
Detalle del capullo